# Viura
Viura, också kallad Macabeo eller Macabeu, är en grön sort av vindruva av spanskt ursprung.
Viura odlas huvudsakligen i Rioja och Katalonien i Spanien, samt i Languedoc-Roussillon i Frankrike. I Rioja utgör den oftast huvuddruva i de vita vinerna, medan den i Katalonien är en av tre traditionella druvsorter i Cava, de spanska mousserande kvalitetsvinerna, tillsammans med Xarel·lo och Parellada.
Viura ger relativt neutrala viner med relativt hög syra, vilket är varför den är populär i mousserande viner. I någon mån används druvsorten i nordöstra Spanien i viner av samma stil som Chardonnay används till i Frankrike.